# فيلادوس
فيلادوس (بالإيطالية: Villadose)‏ هي مدينة وبلدية في مقاطعة رفيغة في منطقة فنيتة، شمال إيطاليا. تقع على بعد 50 كيلومترًا (31 ميلًا) جنوب غرب مدينة البندقية و8 كيلومترات (5 ميل) شرق رفيغة.